# Dubokomorski gigantizam
U zoologiji, dubokomorski gigantizam je tendencija kod raznih vrsta rakova, beskralježnjaka i drugih životinja koje žive na velikim dubinama da dosižu veću veličinu od svojih srodnika koji žive u plićim vodama. Dobri primjeri ovog fenomena su divovska lignja (duga do 12 m), rak Macrocheira kaempferi i slični. 
Nije poznato da li ovo potječe od prilagodbe rijetkoj hrani (ako nema hrane, odlaže se spolna zrelost, pa stoga životinja raste duže vremena i kasnije postaje odrasla jedinka), ili zbog većeg pritiska, ili, pak, zbog nekih drugih razloga. U seriji The Blue Planet (Plava planeta) pretpostavljeno je da veće jedinke bolje uspjevaju na velikim dubinama zbog prednosti u reguliranju tjelesne temperature i zbog manje potrebe za aktivnošću.  
Jedan primjer za koji znanstvenici smatraju da imaju objašnjenje je Riftia pachyptila, crv iz koljena kolutićavaca, dug 2 metra. Ova stvorenja žive na hidrotermalnim otvorima koji im osiguravaju ogromne količine energije.

## Vidjeti također
- Megafauna
- Otočni gigantizam
- Otočna patuljastost